# Márk Rózsavölgyi
Márk Rózsavölgyi, originalment Markusz Rosenthal (Balassagyarmat, cap al 1788 – Pest, 23 de gener, 1848), va ser un compositor i violinista hongarès, el "pare" de les csárdás i el pare de Gyula Rózsavölgyi.

## Biografia
Descendent d'una família de comerciants, va començar els seus estudis aviat i els va acabar a Praga, on es va mantenir durant un temps escrivint. Va arribar a Pest el 1808, on va treballar com a primer violinista a la Companyia Dramàtica Hongaresa. El 1813 es va traslladar a Baja, on va estar establert fins a l'incendi de 1819. En aquell moment, va anar a Pécs i després va ser violinista a l'orquestra del teatre de Timisoara.
Va tornar a viure a Baja entre 1821 i 1833. Mentrestant, va fer gires per gairebé tot el país com a violinista. Tocava velles cançons hongareses, composicions pròpies, írámáds, körmagarjárs i csárdás per tot arreu, molt sovint sense cap acompanyament. Les seves composicions es van fer conegudes i van ser incloses en diverses publicacions de col·lecció (Magyar Nóták Veszprém Varmegyeből).
El 1833 es va traslladar a Pest, però va continuar les seves gires de concerts. El 1837, per a la inauguració del Teatre Hongarès de Pest (més tard Teatre Nacional) (22 d'agost de 1837), va escriure una obra titulada "Nemzeti Örömhangok" (Sons Alegres Nacionals). Es va convertir en el primer violinista del teatre i el concertino de la seva orquestra. La seva ànima, acostumada al teatre itinerant, no va trobar un lloc en la protecció que li proporcionava el teatre de pedra permanent, i aviat va emprendre el camí.
Va fer concerts a Pápa, Győr, Debrecen i Bratislava. La seva primera obra hongaresa, titulada Társastánc, més tard coneguda com a "- körmagyar", es va publicar el 1842. A la dècada de 1840, va organitzar un conjunt permanent de músics gitanos i va tocar música al cafè Pilvax. El 1845, va fer concerts a Eger, Nagyvárad i Nagykároly, i va emprendre una altra gira provincial de concerts, però a causa d'una malaltia va haver de tornar a Pest. Va morir de malaltia a Pest, enmig de privacions.
Fins a la seva mort, va ser un amic íntim de Sándor Petőfi, qui va escriure un article elogiant sobre la seva interpretació al "Pesti Divatlap" el 1844. Petőfi va immortalitzar la seva memòria en un poema que va escriure després de la seva mort, que començava amb "Vén múzsikus, mit véttemmet én neked" ("Vell músic, què t'he fet?").
Va ser un dels últims representants de la música verbunkos, i també el primer compositor de csárdás. Va escriure gairebé 200 "obres musicals hongareses" originals, com ell anomenava les seves composicions de cançons. El nombre de les seves cançons probablement va ser molt més elevat, però el 1813 la seva casa es va incendiar i les parts dels seus manuscrits que hi havia van ser destruïdes. La melodia de la cançó csárdás "Víg szeszély" va ser adaptada per Ferenc Liszt a la seva VIIIa Rapsòdia. La seva obra de teatre original "Els caçadors de tresors de Visegrád" va debutar a l'escenari del Teatre Nacional el 16 d'abril de 1939.
L'estàtua de Márk Rózsavölgyi es va inaugurar el 2010 a Baja, al pati de Rózsavölgyi. Al mateix temps, es va establir un rècord Guinness a Baja quan 1.597 persones van tocar simultàniament el csárdás a la plaça principal.
El seu fill, Gyula Rózsavölgyi, va ser cofundador de l'editorial musical Rózsavölgyi juntament amb Norbert Grinzweil el 1850.